# Amphoe Phibun Mangsahan
Amphoe Phibun Mangsahan (Thai: อำเภอ พิบูลมังสาหาร) ist ein Landkreis (Amphoe – Verwaltungs-Distrikt) der Provinz Ubon Ratchathani. Die Provinz Ubon Ratchathani liegt in der Nordostregion von Thailand, dem so genannten Isan.

## Geographie
Benachbarte Landkreise (von Süden im Uhrzeigersinn): die Amphoe Buntharik, Det Udom, Na Yia, Sawang Wirawong, Tan Sum, Si Mueang Mai, Khong Chiam und Sirindhorn der Provinz Ubon Ratchathani.

## Geschichte
Der Name des Landkreises lautete ursprünglich Phimun Mangsahan (พิมูลมังสาหาร), er wurde aber am 30. Juli 1940, während der Regierungszeit des Ministerpräsidenten Phibunsongkhram umbenannt in den heutigen Namen Phibun Mangsahan.

## Verwaltungseinheiten
Provinzverwaltung
Der Landkreis Phibun Mangsahan ist in 14 Tambon („Unterbezirke“ oder „Gemeinden“) eingeteilt, die sich weiter in 180 Muban („Dörfer“) unterteilen.
| Nr. | Name        | Thai     | Muban | Einw.  |
| --- | ----------- | -------- | ----- | ------ |
| 1.  | Phibun      | พิบูล      | 0-    | 10.828 |
| 2.  | Kut Chomphu | กุดชมภู    | 19    | 14.613 |
| 4.  | Don Chik    | ดอนจิก    | 23    | 14.433 |
| 5.  | Sai Mun     | ทรายมูล   | 10    | 05.962 |
| 6.  | Na Pho      | นาโพธิ์    | 11    | 08.240 |
| 7.  | Non Klang   | โนนกลาง  | 12    | 07.597 |
| 9.  | Pho Sai     | โพธิ์ไทร   | 19    | 11.696 |
| 10. | Pho Si      | โพธิ์ศรี    | 14    | 12.513 |
| 11. | Rawe        | ระเว     | 12    | 08.383 |
| 12. | Rai Tai     | ไร่ใต้     | 15    | 07.973 |
| 13. | Nong Bua Hi | หนองบัวฮี  | 16    | 10.652 |
| 14. | Ang Sila    | อ่างศิลา   | 12    | 07.890 |
| 18. | Non Kalong  | โนนกาหลง | 09    | 04.815 |
| 19. | Ban Khaem   | บ้านแขม   | 08    | 05.181 |

Anmerkung: die fehlenden Nummern (Geocodes) beziehen sich auf die Tambon, aus denen heute der Landkreis Sirindhorn besteht.
Lokalverwaltung
Es gibt eine Kommune mit „Stadt“-Status (Thesaban Mueang) im Landkreis:
- Phibun Mangsahan (Thai: เทศบาลเมืองพิบูลมังสาหาร) besteht aus dem gesamten Tambon Phibun.

Es gibt vier Kommunen mit „Kleinstadt“-Status (Thesaban Tambon) im Landkreis:
- Kut Chomphu (Thai: เทศบาลตำบลกุดชมภู) besteht aus dem gesamten Tambon Kut Chomphu.
- Pho Sai (Thai: เทศบาลตำบลโพธิ์ไทร) besteht aus dem gesamten Tambon Pho Sai.
- Pho Si (Thai: เทศบาลตำบลโพธิ์ศรี) besteht aus dem gesamten Tambon Pho Si.
- Ang Sila (Thai: เทศบาลตำบลอ่างศิลา) besteht aus Teilen des Tambon Ang Sila.

Außerdem gibt es zehn „Tambon-Verwaltungsorganisationen“ (องค์การบริหารส่วนตำบล – Tambon Administrative Organizations, TAO):
- Don Chik (Thai: องค์การบริหารส่วนตำบลดอนจิก)
- Sai Mun (Thai: องค์การบริหารส่วนตำบลทรายมูล)
- Na Pho (Thai: องค์การบริหารส่วนตำบลนาโพธิ์)
- Non Klang (Thai: องค์การบริหารส่วนตำบลโนนกลาง)
- Rawe (Thai: องค์การบริหารส่วนตำบลระเว)
- Rai Tai (Thai: องค์การบริหารส่วนตำบลไร่ใต้)
- Nong Bua Hi (Thai: องค์การบริหารส่วนตำบลหนองบัวฮี)
- Ang Sila (Thai: องค์การบริหารส่วนตำบลอ่างศิลา)
- Non Kalong (Thai: องค์การบริหารส่วนตำบลโนนกาหลง)
- Ban Khaem (Thai: องค์การบริหารส่วนตำบลบ้านแขม)